# UFC Fight Night: Maia vs. LaFlare
UFC Fight Night: Maia vs. LaFlare (también conocido como UFC Fight Night 62) fue un evento de artes marciales mixtas celebrado por Ultimate Fighting Championship el 21 de marzo de 2015 en el Ginásio do Maracanãzinho en Río de Janeiro, Brasil.

## Historia
El evento estelar contó con un combate de peso wélter entre Demian Maia y Ryan LaFlare.
Se esperaba que Ben Saunders se enfrentará a Erick Silva en el evento. Sin embargo, el 6 de marzo, Saunders se retiró de la pelea debido a una lesión. A consecuencia de la lesión, Josh Koscheck reemplazó a Saunders.

## Resultados
1. ↑  Originalmente victoria por sumisión (guillotine choke) para Silva. Resultado cambiado a "Sin resultado" después de que el árbitro detuviera equivocadamente la pelea.

## Premios extra
Cada peleador recibió un bono de $50,000.
- Pelea de la Noche: No hubo premiados
- Actuación de la Noche: Gilbert Burns, Godofredo Castro, Kevin Souza y Fredy Serrano